# 0734
0734 è il prefisso telefonico del distretto di Fermo, appartenente al compartimento di Ancona.
Il distretto comprende la provincia di Fermo ad eccezione dei comuni di Amandola e Montefortino, e inclusi invece quelli di Carassai e Montefiore dell'Aso (AP). Confina con i distretti di Macerata (0733) a ovest e a nord, di San Benedetto del Tronto (0735) e di Ascoli Piceno (0736) a sud.

## Aree locali e comuni
Il distretto di Fermo comprende 40 comuni suddivisi nelle 2 aree locali di Fermo (ex settori di Fermo e Pedaso) e Sant'Elpidio a Mare (ex settori di Falerone, Montegiorgio e Sant'Elpidio a Mare), e nelle 7 reti urbane di Falerone, Fermo, Montefiore dell'Aso, Montegiorgio, Pedaso, Petritoli e Sant'Elpidio a Mare. I comuni compresi nel distretto sono: Altidona, Belmonte Piceno, Campofilone, Carassai (AP), Falerone, Fermo, Francavilla d'Ete, Grottazzolina, Lapedona, Magliano di Tenna, Massa Fermana, Monsampietro Morico, Montappone, Montefalcone Appennino, Montefiore dell'Aso (AP), Monte Giberto, Montegiorgio, Montegranaro, Monteleone di Fermo, Montelparo, Monte Rinaldo, Monterubbiano, Monte San Pietrangeli, Monte Urano, Monte Vidon Combatte, Monte Vidon Corrado, Montottone, Moresco, Ortezzano, Pedaso, Petritoli, Ponzano di Fermo, Porto San Giorgio, Porto Sant'Elpidio, Rapagnano, Santa Vittoria in Matenano, Sant'Elpidio a Mare, Servigliano, Smerillo e Torre San Patrizio .
AREE LOCALI E RETI URBANE
Area Locale di Fermo
Comprende le Reti Urbane di Fermo, Montefiore dell'Aso, Pedaso e Petritoli.
Rete Urbana di Fermo
Comprende i Comuni di Fermo, Grottazzolina, Magliano di Tenna, Monte Giberto, Monterubbiano, Moresco, Ponzano di Fermo, Porto San Giorgio, Rapagnano e Torre San Patrizio.
Rete Urbana di Montefiore dell'Aso
Comprende i soli due Comuni di Carassai (AP) e Montefiore dell'Aso (AP).
Rete Urbana di Pedaso
Comprende i Comuni di Altidona, Campofilone, Lapedona e Pedaso.
Rete Urbana di Petritoli
Comprende i soli due Comuni di Monte Vidon Combatte e Petritoli.
Area Locale di Sant'Elpidio a Mare
Comprende le Reti Urbane di Falerone, Montegiorgio e Sant'Elpidio a Mare.
Rete Urbana di Falerone
Comprende i Comuni di Belmonte Piceno, Falerone, Massa Fermana, Monsampietro Morico, Montappone, Montefalcone Appennino, Monteleone di Fermo, Montelparo, Monte Rinaldo, Monte Vidon Corrado, Montottone, Ortezzano, Santa Vittoria in Matenano, Servigliano e Smerillo.
Rete Urbana di Montegiorgio
Comprende i Comuni di Francavilla d'Ete, Montegiorgio e Monte San Pietrangeli.
Rete Urbana di Sant'Elpidio a Mare
Comprende i Comuni di Montegranaro, Monte Urano, Porto Sant'Elpidio e Sant'Elpidio a Mare.